# Lista odcinków serialu Treme
Poniżej znajduje się lista odcinków serialu telewizyjnego Treme – emitowanego przez amerykańską stację telewizyjną HBO od 11 kwietnia 2010, w Polsce natomiast przez stację Cinemax od 6 stycznia 2011.
| Sezon | Sezon | Odcinki | Oryginalna emisja | Oryginalna emisja | Oryginalna emisja | Oryginalna emisja | Wydanie DVD      | Wydanie DVD      | Wydanie DVD     |
| Sezon | Sezon | Odcinki | Premiera sezonu   | Finał sezonu      | Premiera sezonu   | Finał sezonu      | Region 1         | Region 2         | Region 4        |
| ----- | ----- | ------- | ----------------- | ----------------- | ----------------- | ----------------- | ---------------- | ---------------- | --------------- |
|       | 1     | 10      | 11 kwietnia 2010  | 20 czerwca 2010   | 6 stycznia 2011   | 10 marca 2011     | 29 marca 2011    | 18 kwietnia 2011 | 30 czerwca 2011 |
|       | 2     | 11      | 24 kwietnia 2011  | 3 lipca 2011      | 1 września 2011   | 10 listopada 2011 | 17 kwietnia 2012 | 28 maja 2012     | 4 kwietnia 2012 |
|       | 3     | 10      | 23 września 2012  | 25 listopada 2012 | 27 września 2012  | 29 listopada 2012 | —                | —                | —               |
|       | 4     | 5       | 1 grudnia 2013    | 29 grudnia 2013   | 4 stycznia 2014   | 1 lutego 2014     | —                | —                | —               |

## Sezon 1 (2010)
| Nr | Tytuł                           | Reżyseria          | Scenariusz                                  | Premiera         | Premiera w Polsce (Cinemax) |
| -- | ------------------------------- | ------------------ | ------------------------------------------- | ---------------- | --------------------------- |
| 1  | Do You Know What It Means       | Agnieszka Holland  | David Simon, Eric Overmyer                  | 11 kwietnia 2010 | 6 stycznia 2011             |
| 2  | Meet De Boys on the Battlefront | Jim McKay          | David Simon, Eric Overmyer                  | 18 kwietnia 2010 | 13 stycznia 2011            |
| 3  | Right Place, Wrong Time         | Ernest Dickerson   | David Simon, David Mills                    | 25 kwietnia 2010 | 20 stycznia 2011            |
| 4  | At the Foot of Canal Street     | Anthony Hemingway  | Eric Overmyer, George Pelecanos             | 2 maja 2010      | 27 stycznia 2011            |
| 5  | Shame, Shame, Shame             | Christine Moore    | David Simon, Eric Overmyer, Lolis Eric Elie | 9 maja 2010      | 3 lutego 2011               |
| 6  | Shallow Water, Oh Mama          | Brad Anderson      | David Simon, Eric Overmyer, Tom Piazza      | 16 maja 2010     | 10 lutego 2011              |
| 7  | Smoke My Peace Pipe             | Simon Cellan Jones | Eric Overmyer, David Mills, Davis Rogan     | 23 maja 2010     | 17 lutego 2011              |
| 8  | All on a Mardi Gras Day         | Anthony Hemingway  | Eric Overmyer                               | 6 czerwca 2010   | 24 lutego 2011              |
| 9  | Wish Someone Would Care         | Dan Attias         | David Simon, George Pelecanos               | 13 czerwca 2010  | 3 marca 2011                |
| 10 | I’ll Fly Away                   | Agnieszka Holland  | David Simon                                 | 20 czerwca 2010  | 10 marca 2011               |

## Sezon 2 (2011)
| Nr | Tytuł                                   | Reżyseria          | Scenariusz                      | Premiera         | Premiera w Polsce (Cinemax) |
| -- | --------------------------------------- | ------------------ | ------------------------------- | ---------------- | --------------------------- |
| 1  | Accentuate the Positive                 | Anthony Hemingway  | Eric Overmyer, Anthony Bourdain | 24 kwietnia 2011 | 1 września 2011             |
| 2  | Everything I Do Gonh Be Funky           | Tim Robbins        | David Simon                     | 1 maja 2011      | 8 września 2011             |
| 3  | On Your Way Down                        | Simon Cellan Jones | James Yoshimura                 | 8 maja 2011      | 15 września 2011            |
| 4  | Santa Claus, Do You Ever Get the Blues? | Alex Zakrzewski    | Eric Overmyer, Lolis Eric Elie  | 15 maja 2011     | 22 września 2011            |
| 5  | Slip Away                               | Rob Bailey         | David Simon, Mari Kornhauser    | 22 maja 2011     | 29 września 2011            |
| 6  | Feels Like Rain                         | Roxann Dawson      | Eric Overmyer, Tom Piazza       | 29 maja 2011     | 6 października 2011         |
| 7  | Carnival Time                           | Brad Anderson      | David Simon, Eric Overmyer      | 5 czerwca 2011   | 13 października 2011        |
| 8  | Can I Change My Mind                    | Ernest Dickerson   | Eric Overmyer, James Yoshimura  | 12 czerwca 2011  | 20 października 2011        |
| 9  | What Is New Orleans?                    | Adam Davidson      | David Simon, George Pelecanos   | 19 czerwca 2011  | 27 października 2011        |
| 10 | That’s What Lovers Do                   | Agnieszka Holland  | Eric Overmyer                   | 26 czerwca 2011  | 3 listopada 2011            |
| 11 | Do Whatcha Wanna                        | Ernest Dickerson   | David Simon, Anthony Bourdain   | 3 lipca 2011     | 10 listopada 2011           |

## Sezon 3 (2012)
| Nr | Tytuł                              | Reżyseria         | Scenariusz                                   | Premiera             | Premiera w Polsce (Cinemax) |
| -- | ---------------------------------- | ----------------- | -------------------------------------------- | -------------------- | --------------------------- |
| 1  | Knock with Me – Rock with Me       | Anthony Hemingway | David Simon, Anthony Bourdain                | 23 września 2012     | 27 września 2012            |
| 2  | Saints                             | Jim McKay         | Eric Overmyer                                | 30 września 2012     | 4 października 2012         |
| 3  | Me Donkey Want Water               | Adam Davidson     | George Pelecanos                             | 7 października 2012  | 11 października 2012        |
| 4  | The Greatest Love                  | Ernest Dickerson  | David Simon, Mari Kornhauser, Chris Yakaitis | 14 października 2012 | 18 października 2012        |
| 5  | I Thought I Heard Buddy Bolden Say | Alex Hall         | Eric Overmyer, Lolis Eric Elie, Jen Ralson   | 21 października 2012 | 25 października 2012        |
| 6  | Careless Love                      | Anthony Hemingway | George Pelecanos, Chris Offutt               | 28 października 2012 | 1 listopada 2012            |
| 7  | Promised Land                      | Tim Robbins       | David Simon, Chris Rose, Micah Kibodeaux     | 4 listopada 2012     | 8 listopada 2012            |
| 8  | Don’t You Leave Me Here            | Ernest Dickerson  | Eric Overmyer, Tom Piazza                    | 11 listopada 2012    | 15 listopada 2012           |
| 9  | Poor Man’s Paradise                | Roxann Dawson     | George Pelecanos, Jordan Hirsch              | 18 listopada 2012    | 22 listopada 2012           |
| 10 | Tipitina                           | Anthony Hemingway | David Simon, Anthony Bourdain, Eric Overmyer | 25 listopada 2012    | 29 listopada 2012           |

## Sezon 4 (2013)
22 września 2012 HBO zapowiedziało powstanie czwartego i ostatniego sezonu „Treme”, który będzie składał się z pięciu odcinków.
| Nr | Tytuł                  | Reżyseria         | Scenariusz                                   | Premiera        | Premiera w Polsce (Cinemax) |
| -- | ---------------------- | ----------------- | -------------------------------------------- | --------------- | --------------------------- |
| 1  | Yes We Can Can         | Anthony Hemingway | David Simon, Eric Overmyer, George Pelecanos | 1 grudnia 2013  | 4 stycznia 2014             |
| 2  | This City              | Anthony Hemingway | George Pelecanos                             | 8 grudnia 2013  | 11 stycznia 2014            |
| 3  | Dippermouth Blues      | Ernest Dickerson  | Eric Overmyer                                | 15 grudnia 2013 | 18 stycznia 2014            |
| 4  | Sunset on Louisianne   | Alex Hall         | David Simon                                  | 22 grudnia 2013 | 25 stycznia 2014            |
| 5  | ...To Miss New Orleans | Agnieszka Holland | David Simon & Eric Overmyer                  | 29 grudnia 2013 | 1 lutego 2014               |